# Milwaukee Bucks 2010-2011
La stagione 2010-11 dei Milwaukee Bucks fu la 43ª nella NBA per la franchigia.
I Milwaukee Bucks arrivarono terzi nella Central Division della Eastern Conference con un record di 35-47, non qualificandosi per i play-off.

## Roster
| N° | Naz.                   | Ruolo | Sportivo              | Anno | Alt. | Peso |
| -- | ---------------------- | ----- | --------------------- | ---- | ---- | ---- |
| 0  | Stati Uniti (bandiera) | A     | Drew Gooden           | 1981 | 208  | 104  |
| 3  | Stati Uniti (bandiera) | G     | Brandon Jennings      | 1989 | 185  | 77   |
| 5  | Stati Uniti (bandiera) | A     | Corey Maggette        | 1979 | 198  | 99   |
| 6  | Australia (bandiera)   | C     | Andrew Bogut          | 1984 | 213  | 111  |
| 7  | Turchia (bandiera)     | A     | Ersan İlyasova        | 1987 | 206  | 107  |
| 8  | Stati Uniti (bandiera) | A     | Larry Sanders         | 1988 | 211  | 107  |
| 10 | Argentina (bandiera)   | GA    | Carlos Delfino        | 1982 | 198  | 104  |
| 11 | Stati Uniti (bandiera) | G     | Earl Boykins          | 1976 | 165  | 61   |
| 12 | Camerun (bandiera)     | A     | Luc Mbah a Moute      | 1986 | 203  | 104  |
| 15 | Stati Uniti (bandiera) | G     | John Salmons          | 1979 | 201  | 95   |
| 17 | Stati Uniti (bandiera) | G     | Chris Douglas-Roberts | 1987 | 201  | 91   |
| 22 | Stati Uniti (bandiera) | G     | Michael Redd          | 1979 | 198  | 100  |
| 30 | Stati Uniti (bandiera) | C     | Earl Barron           | 1981 | 213  | 111  |
| 40 | Stati Uniti (bandiera) | A     | Jon Brockman          | 1987 | 201  | 116  |
| 41 | Stati Uniti (bandiera) | G     | Garrett Temple        | 1986 | 198  | 86   |
| 54 | Stati Uniti (bandiera) | A     | Brian Skinner         | 1976 | 206  | 116  |
| 55 | Stati Uniti (bandiera) | G     | Keyon Dooling         | 1980 | 191  | 89   |

## Staff tecnico
- Allenatore: Scott Skiles
- Vice-allenatori: Jim Boylan, Kelvin Sampson, Joe Wolf, Anthony Goldwire
- Vice-allenatore per lo sviluppo dei giocatori: Bill Peterson
- Preparatore fisico: Jeff Macy
- Preparatore atletico: Marc Boff